# Milagro económico español

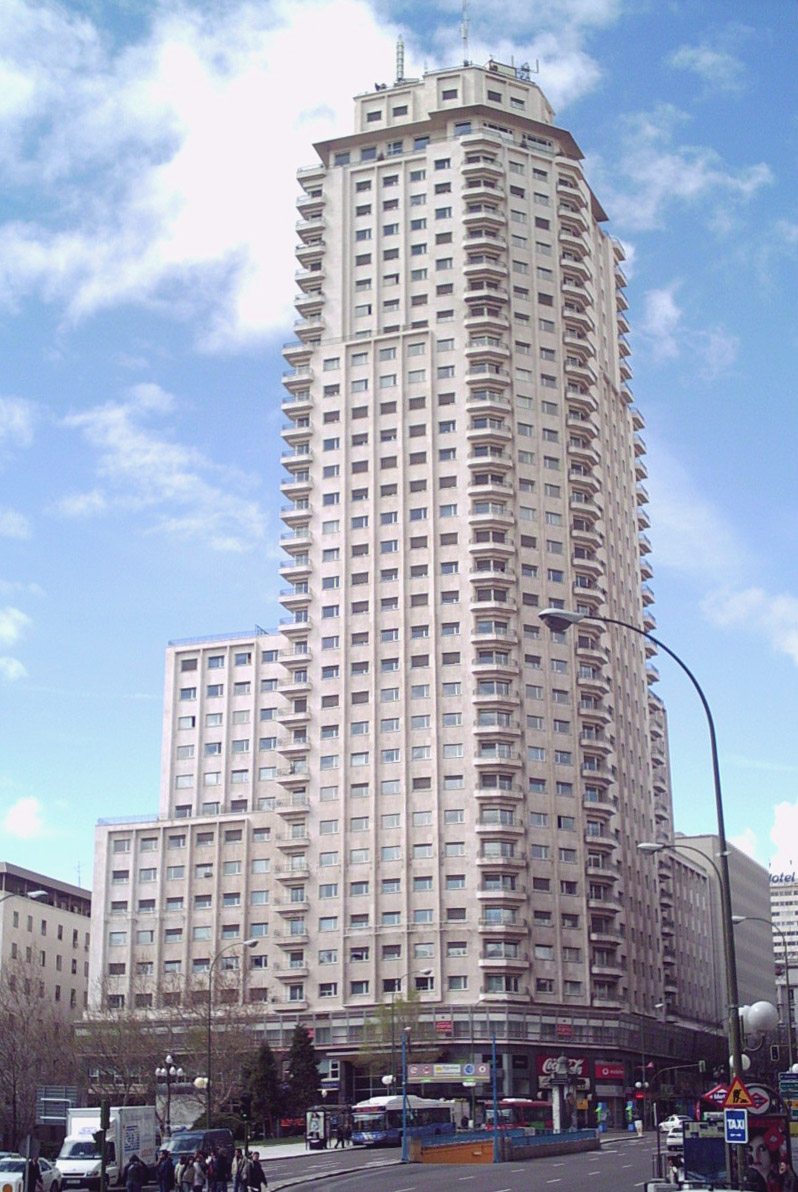
Construida en 1957, con 142 metros de altura, la Torre de Madrid es un preludio de la llegada del milagro económico español (1959-1973).

El milagro económico español fue el nombre dado al periodo de crecimiento económico acelerado y auge económico ocurrido en España entre 1959 y 1973, durante la Dictadura de Franco en la etapa conocida como Segundo franquismo. Durante ese periodo, cuyo origen es el Plan de Estabilización de 1959 y su fin se debe a la crisis del petróleo de 1973, la economía española creció a una media aproximada del 7% anual, la segunda más alta del mundo en esos años, solo por detrás de Japón. Este crecimiento sin precedentes acabó transformando radicalmente la estructura social española.

## Historia

### La situación previa

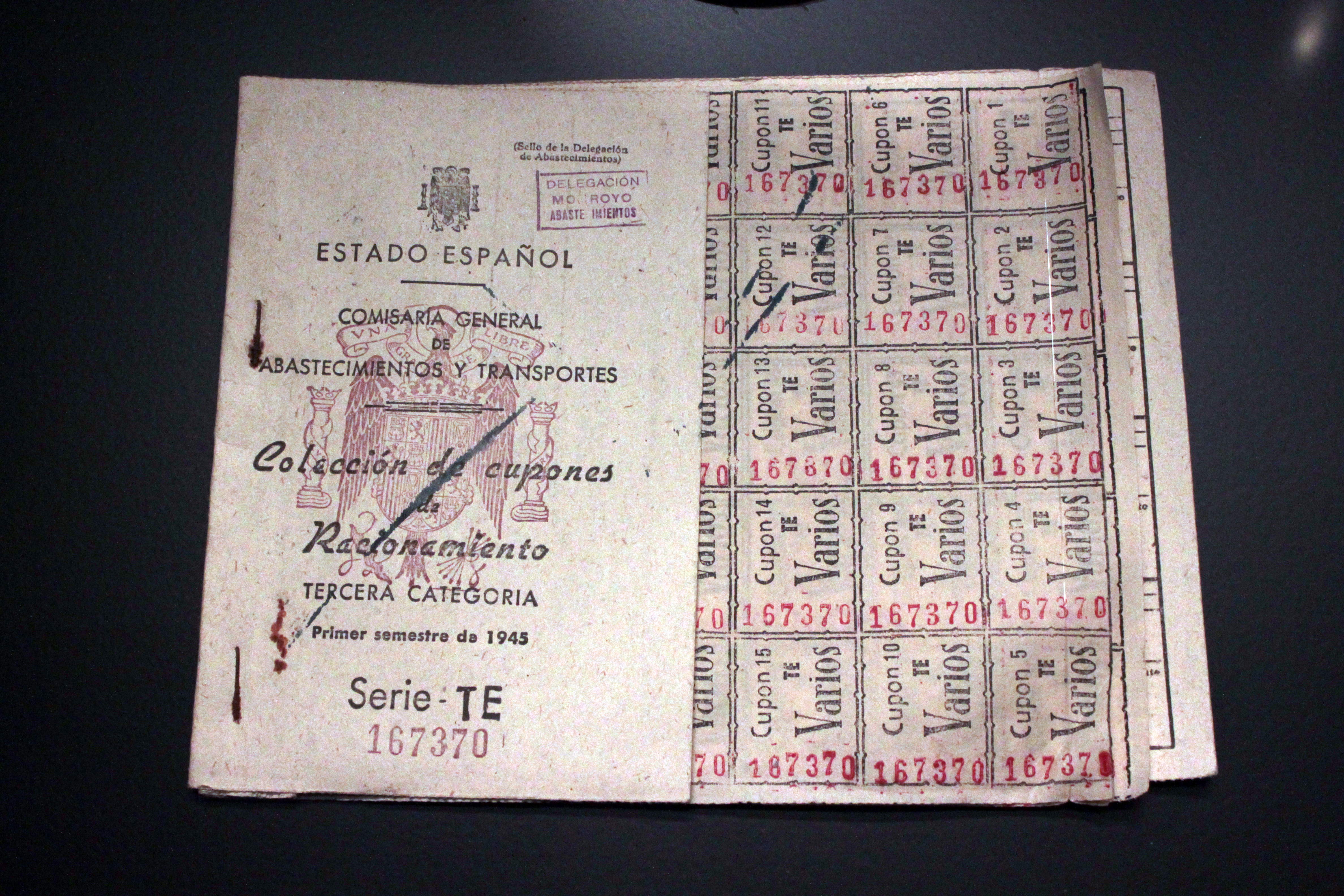
Cartilla de racionamiento española de 1945. El racionamiento perduró oficialmente hasta mayo de 1952, fecha en que desapareció para los productos alimenticios.

El siglo XIX en España estuvo marcado por la inestabilidad política y social que continuamente interrumpían el desarrollo económico, dejando a España detrás del grupo de países más avanzados de Europa occidental. A finales del siglo XIX y principios del siglo XX, España tuvo una relativa estabilidad, la cual fue considerable al desarrollo económico. La inestabilidad política regresó en la década de 1920, que se vio agravada por la Gran Depresión y que culminó en la devastadora guerra civil española de 1936 a 1939. La guerra fue ganada por fuerzas sublevadas dirigidas por Francisco Franco, que se instaló como dictador de la nación. Hubo un corte del comercio tanto por los aliados occidentales como de los países del bloque comunista. Tras la derrota de las potencias del Eje en la Segunda Guerra Mundial, que eran los antiguos aliados de Franco, se produjo un aislamiento internacional de España. Consecuencias económicas de ese aislamiento fueron, quizás la más conocida, que España no recibiera ayuda del Plan Marshall. Desde un punto de vista económico, la década del 40 presenta un balance muy negativo. El país solo recibió ayuda humanitaria de muy pocos países entre ellos Argentina y Estados Unidos. 
El régimen de Franco aplicó una política de autarquía. La recuperación económica fue muy lenta. La producción industrial no logró recuperar su nivel de 1936 hasta 1955 y el sector agrícola tuvo que esperar hasta 1959 para recuperar su nivel anterior a la Guerra Civil. A partir de 1951 se comenzaron a aplicar políticas de apertura hacia el exterior, que junto con la ingente cantidad de capital norteamericano y la restauración de las relaciones económicas con una Europa en recuperación, y con sectores como la electricidad (Iberdrola), las telecomunicaciones (Telefónica), la distribución de petróleo (Repsol), la explotación de las minas (Hunosa), la metalurgia pesada (Altos Hornos), la producción automovilística (SEAT), el transporte ferroviario (Renfe) y aéreo (Iberia), producción y distribución de tabaco (Tabacalera Española) que eran monopolios estatales rentables capaces de proporcionar servicios básicos a precios asequibles, y cuyos beneficios revertían en el Estado permitieron empezar un proceso industrializador. El restablecimiento de las relaciones diplomáticas con los Estados Unidos y sus aliados en la década de 1950, debido a la creciente importancia estratégica de España en el marco de la Guerra Fría, llevó a un acercamiento comercial con el bloque occidental, una disminución del aislamiento internacional y un descenso de las dificultades económicas de España.

### Inicio del "Milagro"

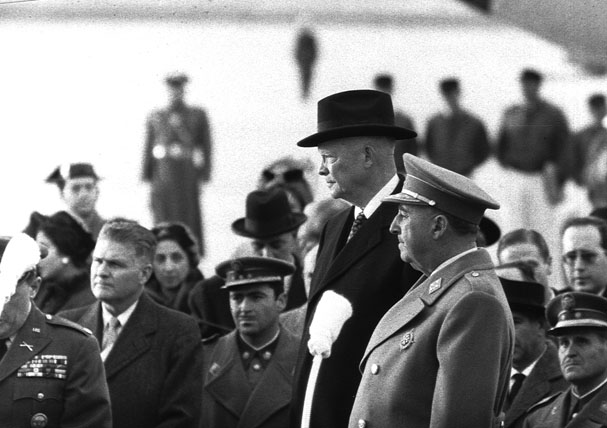
La visita del presidente estadounidense Dwight Eisenhower a España en 1959 es considerada el símbolo del fin del aislamiento internacional del Régimen franquista en España.

El "milagro económico" fue iniciado por las reformas impulsadas por los llamados "tecnócratas" que, con la aprobación de Franco, establecieron políticas para impulsar el desarrollo en España bajo la anuencia del Fondo Monetario Internacional. Los tecnócratas eran una nueva clase de políticos que sustituirá a la vieja guardia falangista. La aplicación de estas políticas tomó la forma de planes de desarrollo y fue un éxito en gran medida: España disfrutó de la segunda mayor tasa de crecimiento en el mundo, un poco por detrás de Japón. En 1978 se convirtió en la undécima economía más grande del mundo. España se unió definitivamente a los países desarrollados, dejando atrás la pobreza relativa y el subdesarrollo funcional que había experimentado desde la pérdida de la mayoría de su imperio en el siglo XIX. 
No obstante, este alto crecimiento auspiciado por el Estado, dejó latentes sus carencias con la llegada de la crisis de los años 70. La industrialización acelerada no sólo causó graves daños ecológicos y produjo una focalización industrial desigual (dejando a muchas regiones abandonadas), sino que además acabó provocando males endémicos que hasta hace pocos lustros eran todavía materia económica pendiente para España.

## Desarrollo sostenido

### Apertura al mundo

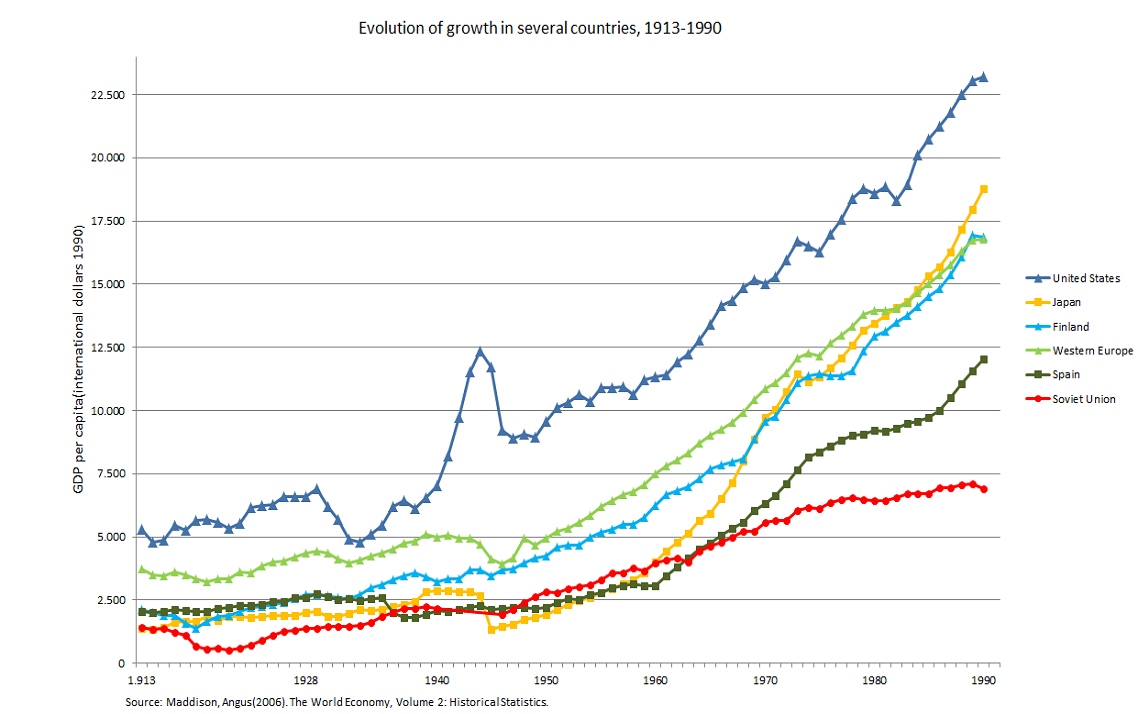
Evolución del PIB per cápita de España y otros países desde 1913 hasta 1990 (en inglés).

La recuperación se basó principalmente en la inversión pública en infraestructuras,[cita requerida] mucha inversión estatal en grandes industrias [cita requerida] y en la apertura de España como destino turístico. El milagro terminó con el periodo de la autarquía y podría ser considerado como la respuesta a la crisis económica de España después de la Guerra Civil y de la Segunda Guerra Mundial. En el crecimiento económico se registraron mejoras notables en el nivel de vida y el desarrollo de una clase media. Aunque España hasta su entrada en la Comunidad Europea en 1986, siguió siendo económicamente menos avanzada en relación con los mayores países de Europa Occidental (con excepción de Portugal, Grecia e Irlanda), no obstante, el crecimiento general continuó y en pocos años alcanzó niveles similares al resto de países europeos. España se convirtió en la quinta economía más grande de la UE y, en términos absolutos, la duodécima del mundo. 
En 1974, la renta per cápita española era del 79% de la media de Europa Occidental, antes de la ampliación en 2004 superaba ya el 90% de renta per cápita promedio, tras la incorporación a la Unión Europea de países de Europa del Este económicamente más atrasados (como Polonia, Rumanía y Bulgaria), España ha situado su renta en el 105,7% por encima de la media europea, mientras que el indicador económico por excelencia, la producción de electricidad, pasó de 3,61 en 1940 a 90,82 millones de kilovatios-hora en 1976. Las entradas de capital extranjero ascendieron al equivalente a unos 7.000 millones de dólares entre 1960 y 1973.

### Transformación agrícola y éxodo rural

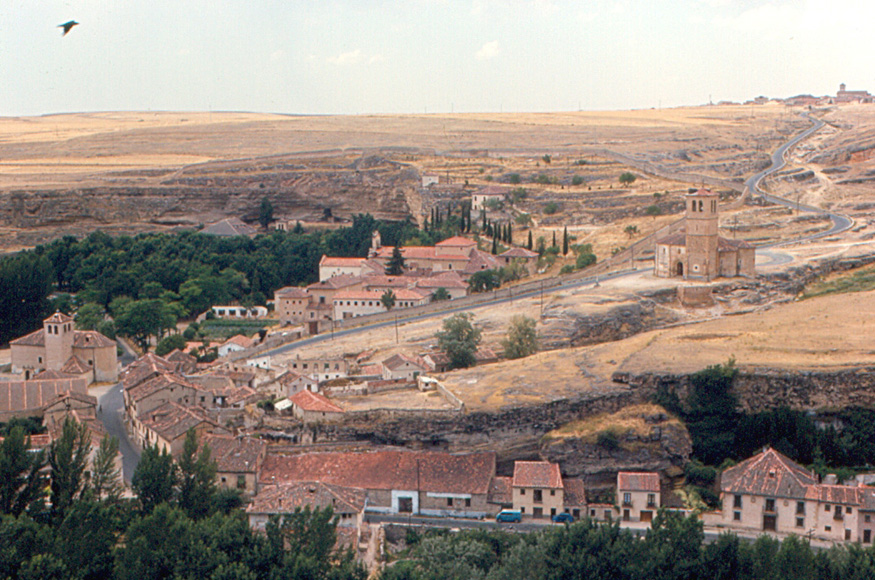
Vista parcial de Segovia desde el Alcázar en 1968. El éxodo rural afectó principalmente a las localidades de las provincias del interior de España.

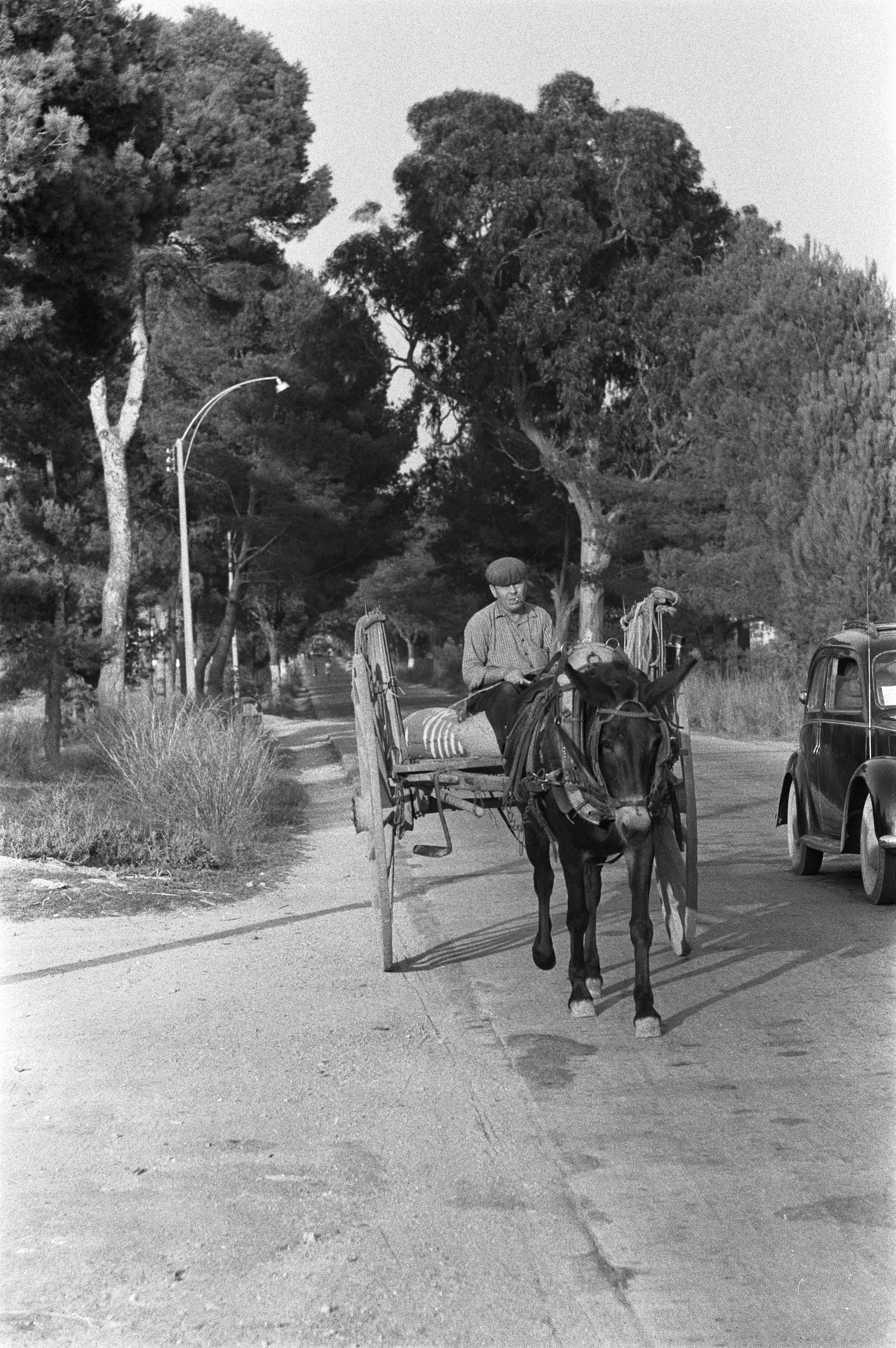
Carro por una carretera (1960). El sector agrario sufrió una gran transformación.

La mecanización agrícola provocó una fuerte transformación en el sector agrícola (resumiendo, se pasó de una agricultura cerealista a una con mayor demanda hortofrutícola) teniendo como consecuencia que millones de jornaleros y campesinos emigraran del campo a la ciudad (industria) en busca de trabajo o a países extranjeros. Hay un aumento de la productividad de la tierra (debido, entre otros, al uso de fertilizantes o pesticidas) y también del factor trabajo (menos mano de obra para producir más cantidad).
El milagro español se alimentaba de un éxodo rural y en la nueva clase de trabajadores en la industria, muy similar a la banlieue francesa o, más recientemente, al más conocido despegue económico de China. El auge económico condujo a un excesivo e incontrolado aumento del sector de la construcción en la periferia de las principales ciudades españolas para dar cabida a estos nuevos trabajadores que llegaban desde el campo. Entre 1950 y 1970 la mecanización del campo produjo un excedente de mano de obra de unos 2.300.000 trabajadores.
Las principales mareas migratorias se produjeron desde el sur de España hacia las zonas industrializadas de Asturias, Cataluña y País Vasco. También hubo una emigración destacada a otros lugares como las ciudades de Valladolid, Zaragoza o Vigo. También, en este tiempo, Madrid se convirtió en una ciudad de servicios y negocios, lo que también aumentó su población, requiriéndose vivienda nueva en grandes cantidades. Este fenómeno incrementó el empleo en el sector de la construcción. Se produjeron situaciones sociales de emergencia en la periferia de las grandes ciudades, como el chabolismo.

### Turismo masivo y emigración

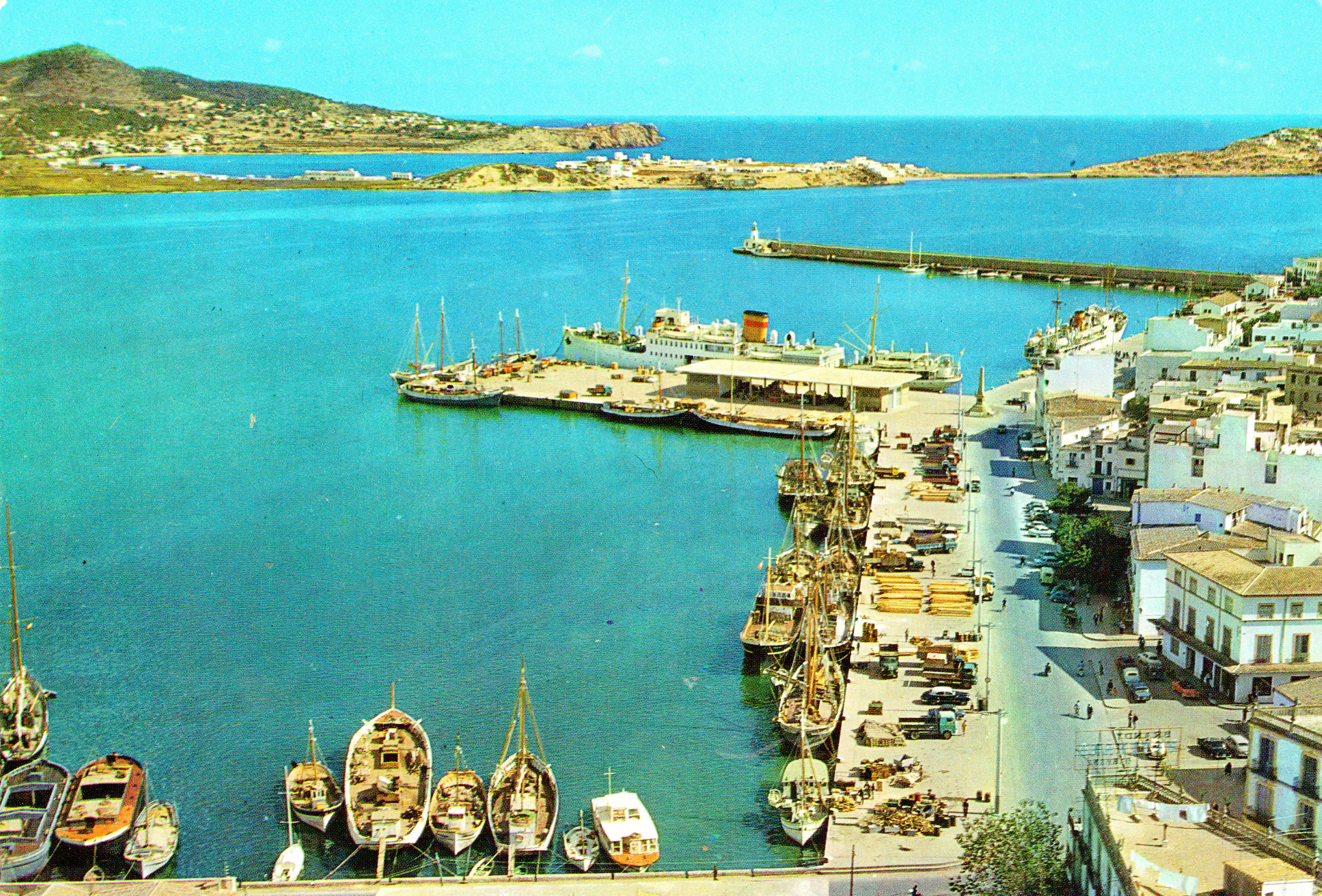
El puerto de Ibiza en 1965.

Estando corta de recursos naturales, la apertura de España al turismo masivo atrajo al país un gran número de divisas que se utilizaron para pagar las importaciones de capital (maquinaria, etc.) necesarias para una rápida expansión de las infraestructuras y de la industria. Esta mano de obra intensiva de la industria también proporcionó mucho empleo. De 6 millones de turistas en 1960 se pasó a más de 34 millones en 1973. Entre 1959 y 1973 las ganancias del sector turístico aumentaron un 2403%.  Contribuyó al desarrollo turístico español durante los años 60 la iniciativa del empresario hotelero Luis Riu Bertrán y el operador turístico Hubert Tigges de utilizar vuelos chárter desde Alemania hacia las Islas Baleares para atraer a turistas de ese país.
Además de las divisas de la creciente industria y del turismo, otro factor que favoreció el desarrollo fue la  emigración de muchos españoles a trabajar en las fábricas y en las obras de construcción de los países que habían alcanzado una gran prosperidad económica tras la Segunda Guerra Mundial en Europa, especialmente Francia y Alemania. Muchos de estos trabajadores españoles enviaban gran parte de sus sueldos (remesas) a sus familiares en España, pero también a su regreso muchos aportaron experiencia laboral y conocimiento de negocios, lo cual generó un crecimiento del consumo y la inversión. Se estima que las remesas de los emigrantes españoles ascendieron al equivalente a unos 6.000 millones de dólares entre 1960 y 1975. La emigración de miles de ciudadanos españoles hizo posible que la tasa de desempleo se mantuviera en unos niveles muy bajos —alrededor del 2% a lo largo de la década de los 60—.

### Industrialización

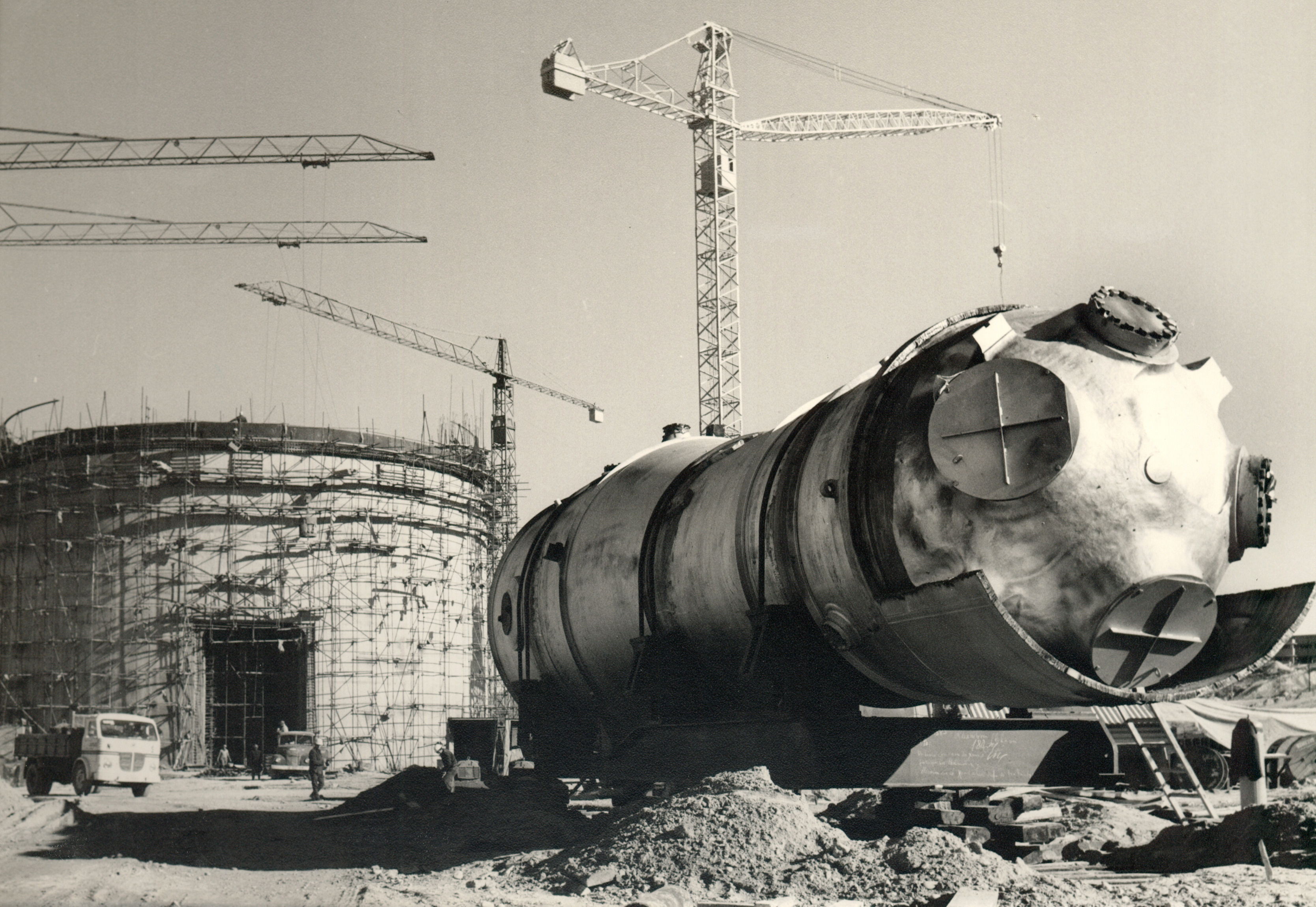
Construcción de la Central nuclear José Cabrera (también conocida como "Zorita") en 1966, que fue la primera central nuclear construida en España. Entró en funcionamiento en 1969.

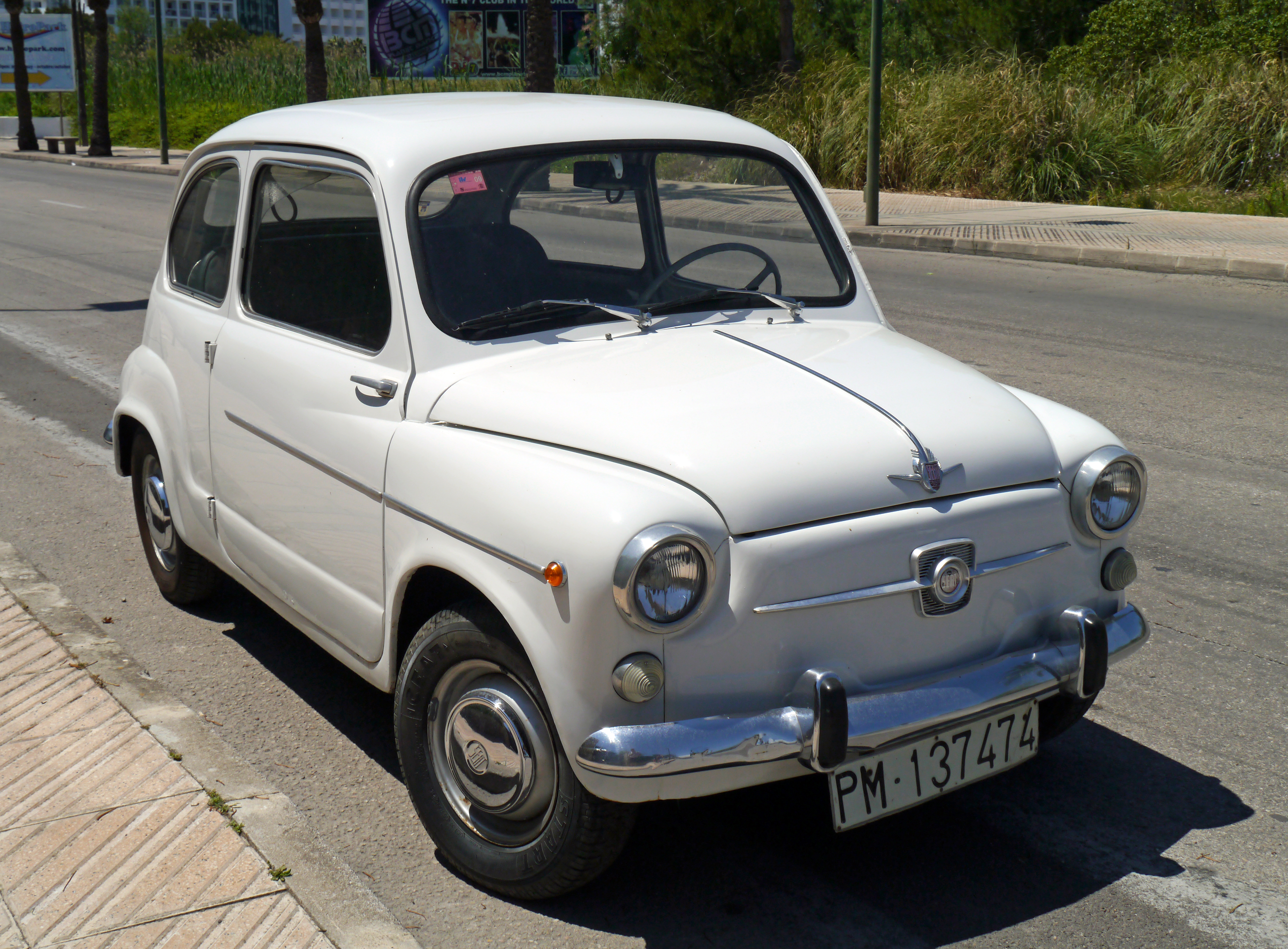
Seat 600, coche símbolo del desarrollismo en España en los años 60. El Seat 600 también fue el símbolo de la nueva sociedad de consumo de masas.

Para impulsar la industrialización, el gobierno español invirtió en empresas pesadas a través del Instituto Nacional de Industria o directamente como en el caso de SEAT. Se produjo una expansión de las industrias en las antiguas áreas industriales en 1950 se fundaba la Empresa Nacional Siderúrgica (Ensidesa) en Asturias. En el País Vasco y en la costa norte de Ferrol o Vigo se creaban industrias de automóviles, metalurgia y construcción naval, en los alrededores de Barcelona automóviles, maquinaria, textil, petroquímica. Desde 1946 Madrid surgía como una zona industrial importante con la fundación de la fábrica de camiones Pegaso. La industria del automóvil fue una de las locomotoras más potentes del milagro español: de 1958 a 1972 creció a una tasa compuesta anual del 21,7%. En 1946 había 72.000 vehículos privados en España, en 1966 había más de 1 millón. Estas cifras son únicas en el mundo.
El símbolo del desarrollo fue el automóvil SEAT 600, versión mejorada del FIAT 600 italiano, producido por la empresa española SEAT.  Más de 794.000 de ellos se construyeron entre 1957 y 1973, y si al comienzo de este período fue el primer coche de muchas familias de clase trabajadora española, en su final fue de hecho el primer "segundo" de muchos más.
Se llevaron a cabo tres planes cuatrienales de desarrollo entre 1964 y 1975:
- Primer plan (1964-1967). Fue aprobado por la Ley 194/1963[21] y pretendía ser un plan global que potenciase los recursos de la economía española y bajo cuyo imperio, y para estimular el desarrollo regional, se crearon los polos de promoción de Huelva y Burgos y los de desarrollo de Vigo (factoría Citroën), La Coruña, Valladolid (FASA-Renault), Zaragoza y Sevilla.[22]
- Segundo plan (1968-1971). El primer Plan debía finalizar en 1967 pero fue prorrogado hasta 1968, lo que obligó a revisar los cálculos del segundo que se iniciaría realmente en 1969. La novedad de este segundo plan, aprobado por la Ley 1/1969,[23] que repetía las líneas del anterior, consistió en introducir el mecanismo de señales de alerta para tomar medidas correctoras y preservar la estabilidad, en una serie de materias como inflación, cobertura comercial exterior, variación de la reserva, oferta monetaria, índice de producción industrial y tasa de desempleo. Los polos de desarrollo industrial de Valladolid, Zaragoza y Sevilla son sustituidos en 1970 (aunque evidentemente eso no significa que desaparezcan) por unos nuevos considerados más prioritarios en Granada, Córdoba y Oviedo.
- Tercer plan (1972-1975). El tercero de los planes era el más ambicioso de todos, aprobado por la Ley 22/1972,[24] preveía un crecimiento anual del 7% y buscaba la modernización de la economía española. La crisis del petróleo de 1973 y el comienzo del final del franquismo, con el asesinato de Carrero Blanco en diciembre de ese mismo año, trastornaron todo el proyecto planificador. Al final fue interrumpido, entre otras razones, por la crisis del petróleo de 1973 y la lentitud del desarrollo de las actuaciones públicas previstas.
- Se llegaron a establecer las líneas para un cuarto plan que no se llegó a ejecutar.

A principios de los años 1970 España se había convertido en la 12.ª potencia industrial del mundo.

### Fin del periodo, crecimiento ralentizado
La crisis del petróleo entre 1973 y 1979, terminó este crecimiento "milagroso" y a partir de entonces, la economía siguió una trayectoria ascendente más leve y menos dinámica. Al unirse a la Comunidad Económica Europea en 1986 y en plena reconversión industrial, España ya es plenamente en términos económicos y sociales, un país industrializado de primer orden, dejando atrás la situación de atraso endémico que había experimentado hasta la primera mitad del siglo XX.

### Impacto territorial y demográfico delmilagro

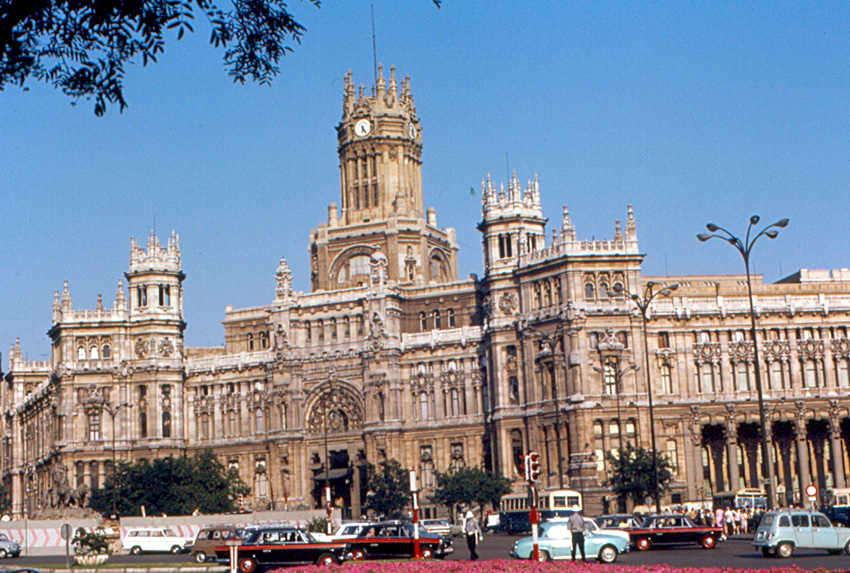
Plaza de Cibeles de Madrid en 1968.

La distribución de los efectos del milagro económico de los años 60 fue irregular. Mientras algunas regiones, como Madrid, Cataluña y País Vasco multiplicaron su empleo y renta per cápita, otras no abandonaron su estado y el impacto de este período de crecimiento económico fue prácticamente inexistente, como Extremadura, Castilla-La Mancha y, en menor medida, Andalucía.

Variación de la población española entre 1950 y 1981. En rojo, provincias que ganaron población entre 1950 y 1981; en azul, las que la perdieron.

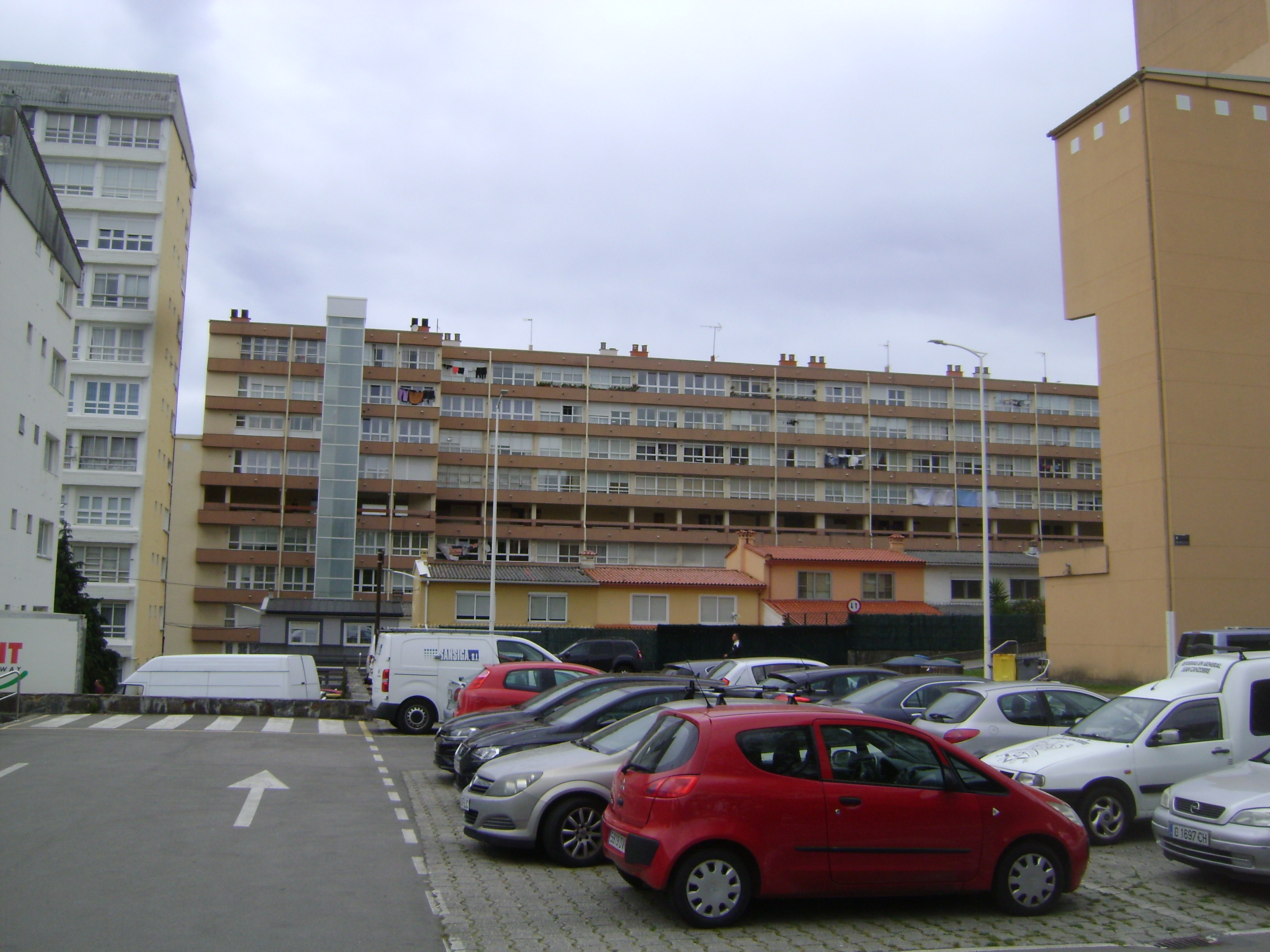
Imagen del Barrio de las Flores en La Coruña, de protección oficial, construido entre 1964 y 1967 e inaugurado por Franco.

En los lugares favorecidos por el desarrollismo y la industrialización surgió, por primera vez en España, el fenómeno de la clase media: la persona con trabajo estable e ingresos suficientes para mantener una familia, comprar una vivienda, y por primera vez disfrutar de un automóvil y un alojamiento turístico durante sus vacaciones. Durante el milagro, coincidente a nivel internacional con la Edad de oro del capitalismo, los niveles de vida de la España rica se acercaron a los de la Europa desarrollada. El crecimiento económico, unido a la pervivencia y omnipresencia del régimen, fueron los artífices de que una parte importante de esta nueva clase media considerase el final de la dictadura franquista como un modelo social y laboral exitoso (véase «Con Franco vivíamos mejor»).
En cambio, en la mitad sur del país, de población mayoritariamente joven pero de escasa industrialización, se estancó su demografía debido a la emigración, no sólo a las áreas ricas de España, sino también al resto de Europa. Estas regiones continuaron enclavadas en el atraso económico y social, perdurando problemas como la insuficiencia de servicios públicos básicos hasta décadas después del milagro, si bien en todos estos lugares el régimen fomentó la vivienda de protección oficial (los afamados pisos del yugo y las flechas) como medida de emergencia social. Las excepciones a este estancamiento económico en el sur fueron el Levante y la provincia de Málaga, que encontraron en el fenómeno naciente del turismo de sol y playa una fuente de ingresos y crecimiento económico.
Las diferencias de densidad de población entre los territorios de España se agudizaron, quedando un reducido número de zonas muy densamente pobladas (la costa mediterránea, el País Vasco y Madrid) y un gran desierto demográfico en el interior de la Península (excepto el ya citado núcleo de la capital y otras ciudades más pequeñas como Valladolid o Zaragoza). Estos desequilibrios demográficos en la Península de alguna manera persisten hasta la actualidad, agravados por el envejecimiento de la población.

## Valoraciones
Según Santos Juliá, «lo que define a los años sesenta no es el comienzo del proceso de modernización, sino la reanudación de una historia paralizada por una voluntad política victoriosa al término de una guerra civil. Pues el triunfo de la rebelión y de la represión que se abatió sobre las clases obrera y campesina quebraron todas las tendencias al cambio social alumbradas desde principios de siglo». Pocos meses después de la muerte de Franco el antiguo franquista José María de Areilza (primer alcalde de Bilbao después de su «liberación» por las tropas sublevadas) emitió un juicio muy contundente sobre el franquismo a este respecto:

Es duro decirlo, pero el egoísmo de Franco retrasó en diez o veinte años la normalización económica del país y obligó a pasar al pueblo español un largo período de carencia y de atrasos que repercutió en todos los órdenes de la vida española, en la falta de progreso cultural y técnico y, por supuesto, en la evolución política y social de la entera nación... El desarrollo se hubiera llevado a cabo con otro modelo, no autoritario, sino democrático, y España tendría, ya hoy, una democracia política en rodaje activo y experimentado desde hace muchos años, con un nivel de vida bastante más elevado que el actual —el puesto 29 entre las naciones del mundo— sin necesidad de haber pasado por experiencias traumatizantes que todos conocemos y de las que todavía, ni el orden político, ni en el económico, ni en el social hemos salido del todo.

Así pues, la reanudación de la «gran transformación» a partir de 1960 —aunque algunos cambios se iniciaron algunos años antes— constituye lo que algunos historiadores, como Enrique Moradiellos, han considerado que fue la paradoja del franquismo: que «el régimen político que había interrumpido literalmente durante veinte años el proceso de modernización económica y social iniciado en España a finales del siglo XIX [en 1950 el porcentaje de la población activa agraria seguía siendo superior al de 1930]» fue a partir de la puesta en marcha del Plan de Estabilización de 1959 su «nuevo promotor y patrocinador».
«En definitiva, durante los años sesenta fue conformándose una nueva sociedad española cada vez más próxima a sus homólogas de Europa occidental en su estructura, composición, características y grado de desarrollo y diversificación. Una sociedad progresivamente instalada en la cultura del consumo masivo y el disfrute del ocio, con una renta per cápita de 1.042 dólares en 1960 que se convirtió en 1.904 al término de la década». según Juan  Pablo Fusi, lo verdaderamente revolucionario que hizo el régimen de cara al desarrollo fue la política de apertura y liberalización del periodo 1959 y lo que fue la planificación indicativa falló. Jordi Palafox sostiene que el milagro español tuvo poco de excepcional y que sencillamente se benefició del crecimiento internacional que se daba en Europa Occidental en esa época en otros países del entorno. Aunque, es cierto también que la sociedad española supo capitalizar esas ventajas en forma de un real crecimiento económico general.